# Natalja Igorewna Kutjakowa
Natalja Igorewna Kutjakowa (* 17. Februar 1986 in Kowrow; russisch Наталья Игоревна Кутякова) ist eine russische Leichtathletin.
Bei der Sommer-Universiade 2009 gewann Kutjakowa Silber im Dreisprung. Bei den Leichtathletik-Europameisterschaften 2010 konnte sie sich nicht für das Finale qualifizieren und belegte den 19. Rang mit gesprungenen 13,94 m. Im März 2011 wurde sie mit 14,18 m Sechste bei den Leichtathletik-Halleneuropameisterschaften 2011 in Paris.